# Igor Bugaiov
Igor Bugaiov (ou Igor Bugaev), né le 26 juin 1984 à Bender en Moldavie, est un footballeur international moldave, qui évolue au poste d'attaquant au FC Milsami .
Il compte 52 sélections et 8 buts en équipe nationale depuis 2007.

## Biographie

### Carrière de joueur
Avec le club ukrainien du Tchornomorets Odessa, Igor Bugaiov dispute un match en Coupe de l'UEFA, et trois matchs en Coupe Intertoto, pour trois buts inscrits. Le 7 juillet 2007, il inscrit un triplé contre l'équipe biérorusse du Chakhtior Soligorsk.

### Carrière internationale
Igor Bugaiov compte 52 sélections et 8 buts avec l'équipe de Moldavie depuis 2007. 
Il est convoqué pour la première fois par le sélectionneur national Igor Dobrovolski pour un match amical contre la Roumanie le 7 février 2007 (défaite 2-0). Par la suite, le 12 septembre 2007, il inscrit son premier but en sélection contre la Bosnie-Herzégovine, lors d'un match des éliminatoires de l'Euro 2008 (victoire 1-0).

## Palmarès
- Avec le FC Astana :
  - Vainqueur de la Coupe du Kazakhstan en 2010
- avec le FC Milsami
  - Vainqueur de la Coupe de Moldavie en 2018